# 원변형충류
원변형충류(原變形蟲類) 또는 프로타아메바류(Protamoebae)는 아메바류에 속하는 분류군의 하나이다.

## 하위 분류
- 브레비아타강 (Breviatea)
- 바리오사강 (Variosea)